# کورین فاکس
کورین فاکس (انگلیسی: Corinne Foxx؛ زادهٔ ۱۵ فوریهٔ ۱۹۹۴) بازیگر اهل ایالات متحده آمریکا است. وی از سال ۲۰۰۰ میلادی تاکنون مشغول فعالیت بوده است.
از فیلم‌ها یا برنامه‌های تلویزیونی که وی در آن نقش داشته است می‌توان به تعطیلات آلآستار اشاره کرد.